# Golddigger
Golddigger (engelsk for "guldgraver") er slang for en lykkejæger, en person (normalt en yngre kvinde), der kommer sammen med en rigere person i bytte mod gaver eller penge; den anden part er som regel ældre (og kan omtales som en sugar daddy). Katja K beskriver åbent et sådant forhold i sin selvbiografi.
Udtrykket golddigger er i dansk kendt fra 1942. I USA opstod ordet gold-digger blandt korpiger i starten af 1900-tallet. På tryk kan ordet findes i en bog fra 1911, The Ne'er-Do-Well af Rex Beach. Broadway-opsætningen The Gold Diggers var en komedie i tre akter af Avery Hopwood og åbnede 30. september 1919. Stykket benyttede begrebet gold-digger om en kvinde på udkig efter en rig ægtemand, og blev filmatiseret i 1929.